# 夏瓦
夏瓦（羅馬化：Syava）是俄罗斯下诺夫哥罗德州的市级镇，属州辖市沙胡尼亚市，地处下诺夫哥罗德州东北部，位于伏尔加河流域韦特卢加河一支流大卡克沙河畔，在沙胡尼亚西北、州府下诺夫哥罗德东北方，靠近下诺夫哥罗德州与科斯特罗马州、基洛夫州的州界。
该地2021年人口有3,522人；2010年人口4,729；2002年人口5,431；1989年人口7,228。